# Proteopharmacis valdiviata
Proteopharmacis valdiviata là một loài bướm đêm trong họ Geometridae.